# サブリナ・ロイド
サブリナ・ロイド（Sabrina Lloyd、1970年11月20日 - ）は、アメリカ合衆国の女優。

## 出演作品
- NUMBERS 天才数学者の事件ファイル シーズン1（テリー・レイク）
- タイム・スライダーズ
- からみつく愛欲の罠
- パパと呼ばれて大迷惑!?
- 恋に焦がれて
- LAW & ORDER　ロー＆オーダーシーズン2